# MSI Defence Systems
MSI Defence Systems (en abrégé, MSI-DS) est une entreprise britannique du secteur de la Défense. Sa spécialité est les armes de petit et moyen calibres et les systèmes de conduite de tir associés.

## Historique
MSI Defence Systems a été fondée en 1883, la firme a donc plus de 125 ans d’expérience dans la fabrication d’équipements de défense,,,. Elle fabrique depuis plus de 100 ans des systèmes de conduite de tir navals pour la Royal Navy britannique et plus de 40 autres marines à l’international,,,,.
La société s’est développée rapidement au début du XXe siècle. Dès avant la Première Guerre mondiale, elle fabriquait des équipements de défense, mettant en œuvre des technologies anti-aériennes au début des années 1900,. Parmi les nombreux équipements qu’elle a conçus et construits pour la marine, l’armée et la jeune force aérienne britanniques, il y a des ensembles de projecteurs et des ordinateurs mécaniques. Dans les années 1930, la société s’est fortement impliquée, en collaboration avec le UK Admiralty Research Establishment, dans la fourniture d’ordinateurs électromécaniques pour les systèmes de conduite de tir des gros canons des navires de guerre de surface (cuirassés),, et ceux des torpilles sous-marines. Vers le milieu du siècle, elle a développé les technologies d’entraînement des sous-marins nucléaires,. Avec l’avènement des technologies numériques dans les années 1970, la société a migré vers la conception et la fourniture d’armes et de plates-formes de détection de surface et sous-marines, qui sont les principales technologies utilisées par la société de nos jours. MSI-DS est activement impliquée dans de nombreux projets de coopération internationale, incluant du transfert de technologie,.
La société a porté plusieurs noms au cours de son histoire, notamment :
- Laurence Scott Limited du 23 mai 1969 au 1er août 1986
- Norcast Limited du 1er août 1986 au 3 septembre 1987
- Notchlook Limited du 3 septembre 1987 au 29 avril 1988
- Defence Equipment and Systems Limited du 29 avril 1988 au 23 août 1991[12].

MSI-DS est une filiale de la société britannique MS International plc. Son siège social est à Norwich, au Royaume-Uni, où MSI-DS exploite une installation entièrement intégrée de 16000 m2 avec sur le même site des activités de recherche et développement, de conception, de fabrication et d’assistance,.
La filiale aux États-Unis MSI-Defence Systems US LLC est basée à Rock Hill (Caroline du Sud),.

## Produits actuels

### Systèmes d'armes navals
Le Seahawk est une famille de systèmes d'armes navals adaptée à toutes les classes de navires et développée à partir de l’expérience du combat,. La marine allemande a prévu d’acquérir le système Seahawk pour mieux réagir aux nouvelles menaces comme les drones de différentes tailles, utilisés par des adversaires potentiels en nombre croissant. Les nouveaux canons seront déployés pour la première fois sur les frégates de la classe Brandenburg, qui sont actuellement en cours de modernisation afin d’être adaptées aux opérations à venir. Les nouveaux systèmes d’armes remplaceront les canons de calibre 27 mm sur les frégates de la classe F123. Les armes de MSI sont considérées comme faciles à intégrer. Ainsi, les systèmes de MSI sont également utilisés sur les patrouilleurs modulaires polyvalents (MMPV) de la marine bulgare.
MSI-Defence Systems a conclu un accord de partenariat avec Kraken Technology Group pour l’intégration du Seahawk Compact Weapon Station (CWS30) et du lanceur LMM (CWSM) dans le navire d’engagement maritime K5 KRAKEN, destiné aux marines militaires, aux forces de garde-frontières et aux organismes chargés de l’application de la loi.

### Systèmes d'armes terrestres
En s’appuyant sur son expertise avec les stations d’armes télécommandées (RWS) navales, MSI-DS a également développé le Terrahawk RWS, automatiquement stabilisé, pour les plateformes terrestres,. 
Lors du salon Defence and Security Equipment International (DSEI) 2023 qui s’est tenu à Londres, MSI-DS a présenté le système de défense antiaérienne à très courte portée Terrahawk Paladin. Le Terrahawk Paladin attire l’attention pour sa mobilité (il peut être monté sur véhicule et/ou une remorque facile à transporter et à redéployer), son déploiement rapide (le système est basé sur la norme OTAN D.R.O.P.S), sa flexibilité (il peut assurer une large gamme de rôles, allant de la protection des cibles à haute valeur ajoutée à une protection côtière et frontalière plus étendue) et sa modularité (il propose une large gamme de canons jusqu’au calibre de 30 mm, de munitions, de radars et systèmes de suivi de cible). Qu’il soit déployé seul ou dans le cadre d’un réseau de défense antiaérienne à plusieurs niveaux, le Terrahawk Paladin présente des avantages tactiques et stratégiques importants par rapport aux systèmes de défense antiaérienne à emplacement fixe,.
Le ministère de la Défense britannique a annoncé en 2023 un nouveau programme d’aide pour l’Ukraine, d’un montant de plus de cent millions de livres sterling, dont plus de la moitié (70 millions de GBP) proviennent du Fonds international pour l’Ukraine créé conjointement avec le Danemark en 2022. Ce fonds servira notamment à acheter des systèmes Terrahawk Paladin anti-UAS, commandés auprès de MSI Defence Systems. MSI Defence System est partenaire de la société polonaise APS (Advanced Protection Systems), avec laquelle elle a développé conjointement le système SKYctrl SKID. Celui-ci est basé sur une palette standard, utilisant des brouilleurs (soft-kill) et un canon Mk44 Bushmaster II de calibre 30 mm (hard-kill). Le système SKID SKYCtrl a été présenté par APS au salon MSPO 2023 à Kielce. Ce dernier système permet de contrer les menaces aériennes (drones, hélicoptères) à une distance allant jusqu’à 2-3 kilomètres. L’ensemble de la solution est géré par un système CyView C2 développé par APS. MSI Defence Systems souligne que la solution peut également être utilisée pour contrer les petites embarcations. Le système sera probablement utilisé par l’Ukraine contre une grande variété de drones, tels que le Shahed ou le Lancet, qui deviennent une menace de plus en plus critique, à la fois pour les soldats ukrainiens au front et les infrastructures situées loin de la ligne de front. L’une des variantes du système SKYCtrl est déjà utilisée par les militaires polonais pour protéger les sites de missiles Patriot chargés de défendre Varsovie.
Enfin, MSI Defense Solutions USA a commencé à livrer à l’armée américaine les premiers systèmes anti-drones EAGLS. Six systèmes ont été commandés pour soutenir les « forces déployées en avant qui font face à des menaces émergentes et persistantes de systèmes aériens sans équipage », a déclaré la firme. Le contrat a été attribué par le Commandement des systèmes aériens de la marine, par l’intermédiaire du Rapid Acquisition Authority, y compris le soutien technique et l’entretien connexe. L’entreprise a déjà remporté un précédent marché du Département de la Défense des États-Unis pour livrer cinq EAGLS à la zone de responsabilité du commandement central des États-Unis, couvrant le Moyen-Orient, l’Asie centrale et certaines parties de l’Asie du Sud. Le EAGLS comprend une station d’armes commandées à distance, un radar hémisphérique multimission Leonardo RPS-40 et une tourelle de détection avec des caméras électro-optiques et infrarouges. La station d’armes comporte un lance-roquettes de calibre 70 mm qui tire des fusées guidées par laser avec une portée de 10 kilomètres, identique à la portée de détection du radar RPS-40. Le système est disponible en version mobile et palettisée et peut être utilisé dans divers environnements.